# 日本ニュース時事能力検定協会
日本ニュース時事能力検定協会（にほんニュースじじのうりょくけんていきょうかい）とは、ニュース時事能力検定（通称ニュース検定、N検）を主催する内閣府所管の特定非営利活動法人である。

## 概要
ニュース検定をはじめとする様々な事業を行い、文字活字文化の発展及び生涯学習の振興に寄与することを目的とし、毎日新聞社と毎日新聞社の子会社である毎日教育総合研究所と協業し、2006年10月に設立。
2007年1月12日に如水会館にて記者会見を行った。2007年3月、3月2日付で内閣府国民生活局長より特定非営利活動法人の認証を受けた。
2019年より、主催に朝日新聞社が加わることとなった。

## 関連リンク
- ニュース時事能力検定試験